# Ludwig von Gablenz
Ludwig Karl Wilhelm Freiherr von Gablenz (ur. 19 lipca 1814 w Jenie, zm. 28 stycznia 1874 w Zurychu) – oficer Armii Austro-Węgier w stopniu generała kawalerii, uczestnik wojny prusko-austriackiej, generał-głównodowodzący w Chorwacji i Slawonii.

## Życiorys
W 1833 roku rozpoczął służbę w Armii Cesarstwa Austriackiego, a od 1845 roku, w stopniu rotmistrza (niem. Rittmeister) służył w 6. Pułku Kirasjerów. Uczestniczył w walkach wiosny ludów we Włoszech oraz na Węgrzech. Za swoje zasługi podczas walk z powstańcami węgierskimi otrzymał Order Marii Teresy. W 1850 roku premier Felix zu Schwarzenberg wysłał go z misjami dyplomatycznymi do Drezna i Hamburga. Następnie został szefem Urzędu Statystycznego w Sztabie Generalnym w stopniu pułkownika (niem. Oberst). W trakcie wojny krymskiej odpowiadał za zabezpieczenie księstw naddunajskich przed ewentualną inwazją Imperium Rosyjskiego, a w latach 1854-1856 był głównodowodzącym wojsk austriackich w okupowanej Mołdawii. Po awansie na generała majora (niem. Generalmajor) i objęciu stanowiska brygadiera w północnych Włoszech, został zmobilizowany na czas wojny francusko-austriackiej. Uczestniczył w bitwie pod Magentą i w bitwie pod Solferino. W 1864 roku, kiedy wybuchła wojna z Danią, stanął na czele V Korpusu Armijnego, w stopniu marszałka polnego porucznika (niem. Feldmarschalleutnant). W 1865 roku został mianowany gubernatorem Holsztynu. Po wybuchu wojny prusko-austriackiej został postawiony na czele X Korpusu Armijnego. Odniósł zwycięstwo nad wojskami pruskimi w bitwie pod Trutnovem, jednak jego wsparcie podczas bitwie pod Sadową nie przechyliło szali zwycięstwa na stronę austriacką. Jeszcze w tym samym roku, po podpisaniu pokoju w Pradze, został Generałem-głównodowodzącym w Chorwacji i Slawonii i na tym stanowisku, w 1868 roku, awansował na stopień generała kawalerii (niem. General der Cavallerie). W 1871 roku reprezentował cesarza Franciszka Józefa na defiladzie zwycięstwa zorganizowanej w Berlinie po pokonaniu Francji przez Prusy w wojnie prusko-francuskiej. W tym samym roku przeszedł w stan spoczynku, pozostał jednak szefem 6. Pułku Ułanów. Podczas krachu na giełdzie w 1873 roku stracił większość oszczędności. Zginął śmiercią samobójczą w 1874 roku. 

## Odznaczenia
Odznaczenia gen. von Gablenza to między innymi:
- Kawaler Orderu Korony Żelaznej I klasy z dekoracją wojenną
- Komandor Orderu Marii Teresy
- Krzyż Zasługi Wojskowej z dekoracją wojenną
- Order Świętej Anny III klasy z mieczami (Imperium Rosyjskie)
- Order Świętego Włodzimierza III klasy (Imperium Rosyjskie)
- Order Medżydów III klasy (Imperium Osmańskie)
- Krzyż Wielki Orderu Orła Czerwonego z mieczami (Prusy)
- Order Pour le Mérite (Prusy)
- Order Świętego Jana (Prusy)
- Krzyż Wielki Orderu Wojskowego Świętego Henryka (Saksonia)
- Krzyż Wielki Orderu Gwelfów (Hanower)
- Komandor I klasy Orderu Ludwika (Hesja)
- Komandor Świętego Konstantyńskiego Orderu Wojskowego Świętego Jerzego (Parma)
- Krzyż Zasługi Wojskowej (Meklemburgia-Schwerin)
- Krzyż Zasługi Wojskowej (Schaumburg-Lippe)